# Сантана (острів)
Санта́на (порт. Ilhéu Santana) — маленький острів у складі Сан-Томе і Принсіпі. Адміністративно відносяться до округу Кантагало.
Острів розташований за 1 км на схід від північно-східного берега острова Сан-Томе. Острів має неправильну компактну форму з декількома півостровами-скелями. Острів незаселений, скелястий, вкритий лісом та чагарниками. Береги стрімкі та скелясті. Довжина острова 290 м, ширина — до 170 м.